# Tortilla (Mexiko)

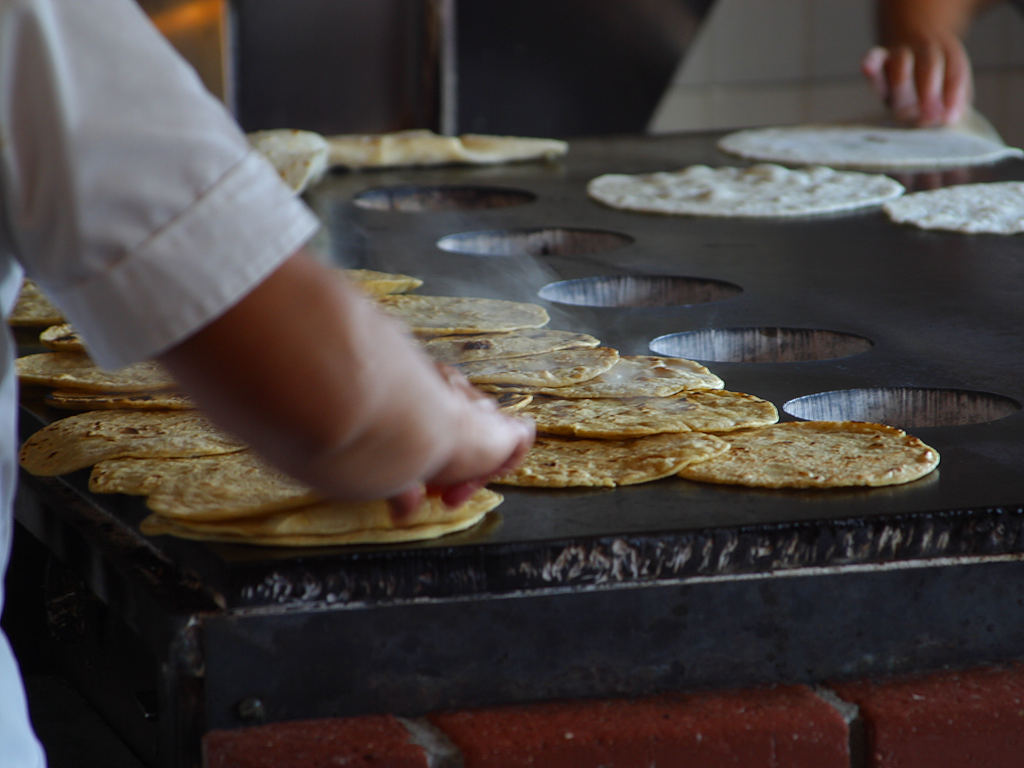
Zubereitung von Tortillas

Eine Tortilla (torˈtiʝa, auf Nahuatl Tlaxcalli) ist ein Fladenbrot aus der mexikanischen und der Tex-Mex-Küche. Sie wird aus Mais- oder Weizenmehl hergestellt.

## Arten

### Maistortillas (Tortillas de Maíz)

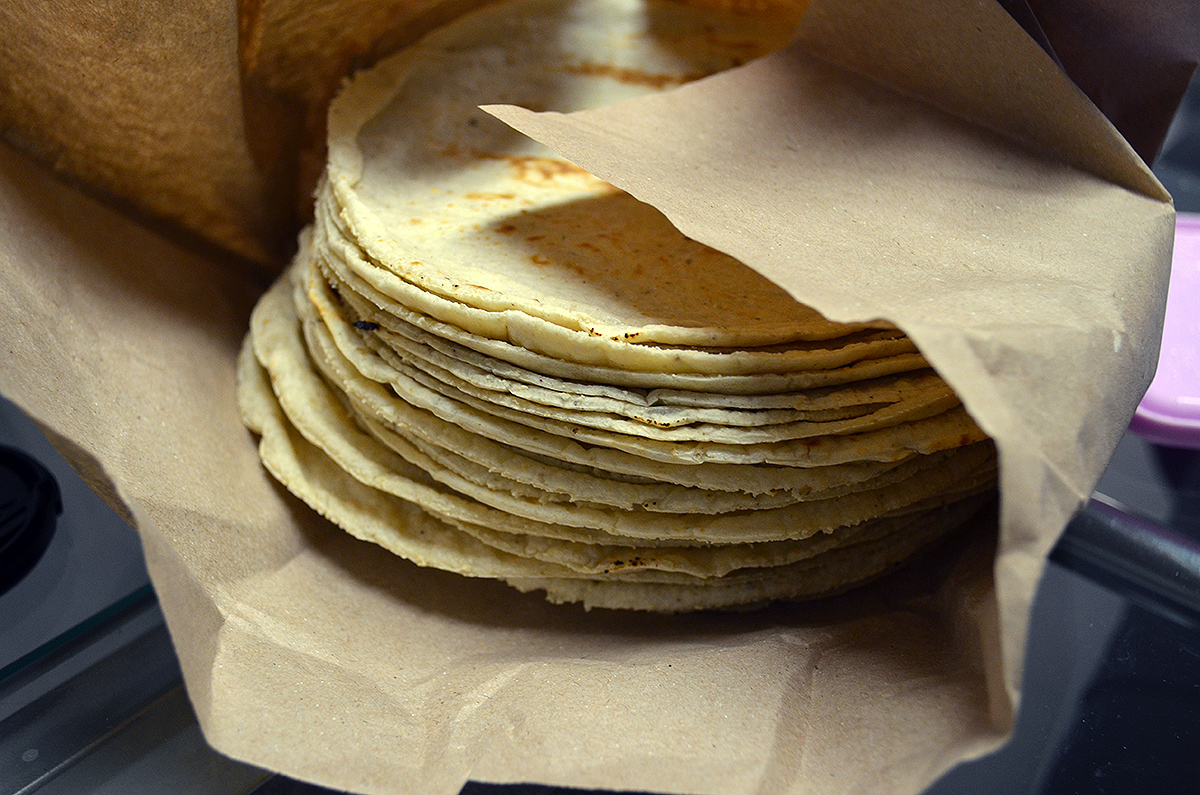
Tortillas aus Maismehl (Tortillas de Maiz Blanco)

Für Tortillas muss der trockene, ungemahlene Stärkemais zuerst viele Stunden lang mit etwas gebranntem Kalk oder Holzasche gekocht, ausgewaschen, enthülst und dann im nassen Zustand mit speziellen Mühlen direkt zu einem Backteig vermahlen werden. Erst das alkalische Kalkwasser ermöglicht das Abtrennen der beim Mais sehr fest mit dem Korn verwachsenen Spelzen, erhöht die Bioverfügbarkeit der enthaltenen Proteine und Vitamine, verbessert Geruch und Geschmack, und macht die im Vergleich zu anderen Getreidearten sehr harten Körner poröser, wodurch das Mahlen erleichtert wird. Diese Technik, die als Nixtamalisation bezeichnet wird, wurde in Oaxaca nachweislich bereits um 1.500 v. Chr. verwendet und ist möglicherweise erheblich älter. Unter anderem verhindert sie die Krankheit Pellagra, die durch Niacinmangel hervorgerufen wird.
Diese in Handarbeit sehr mühevolle Teigherstellung wird heute größtenteils industriell mit Maschinen durchgeführt. Der so gewonnene Backteig wird oft nicht mehr sofort gebacken, sondern wieder getrocknet und dann zu einem trockenen Mehl zermahlen. Das so erhaltene fast weiße Masa harina („Teigmehl“), das heute in Mexiko überall gekauft werden kann, wird dann bei Bedarf wieder mit etwas Wasser vermischt, mittels einer speziellen Presse zu dünnen Fladen gepresst und auf heißen Platten gebacken. Tortilla-Chips (Maischips) werden auf ähnliche Weise hergestellt, nur werden dann die trockenen geviertelten Tortillas in etwas Fett gebraten.
In ländlichen Gegenden werden auch heute noch die groben Maiskörner über Nacht mit gebranntem Kalk eingeweicht und am nächsten Tag in einer speziellen Mühle zum fertigen Tortillateig „gemahlen“. Da es in Mexiko verschiedenfarbige Maissorten gibt, sind in manchen Gegenden, vor allem im Norden, neben den üblicheren gelben auch blaue (eigentlich eher gräulich-violette) Tortillas beliebt. Geschmacklich unterscheiden sich diese nicht wesentlich voneinander.
Man kann etwa ein Viertel rohes Maismehl zur Masa harina zugeben, um eine kräftigere gelbe Farbe der Tortillas zu erzielen. Nur aus rohem Maismehl lassen sich aber keine brauchbaren Tortillas herstellen, da der Mais während der kurzen Backzeit im relativ trockenen Teig nicht ausreichend garen kann. Die Tortilla wäre dann fast unverdaulich. Es ist möglich, aus rohem Maismehl einen dicken Maisbrei zu kochen und diesen dann nach dem Abkühlen mit weiterem Maismehl zu einem verwendbaren Tortillateig zu vermischen, aber geschmacklich und gesundheitlich ist die Nixtamalisation vorzuziehen.
Oft werden Maistortillas belegt oder mit Fleisch, Gemüse, Soßen und Käse gefüllt und eingeklappt als Tacos, gerollt und mit Chilisauce übergossen als Enchiladas serviert.

### Weizen-Tortillas (Tortillas de Harina)

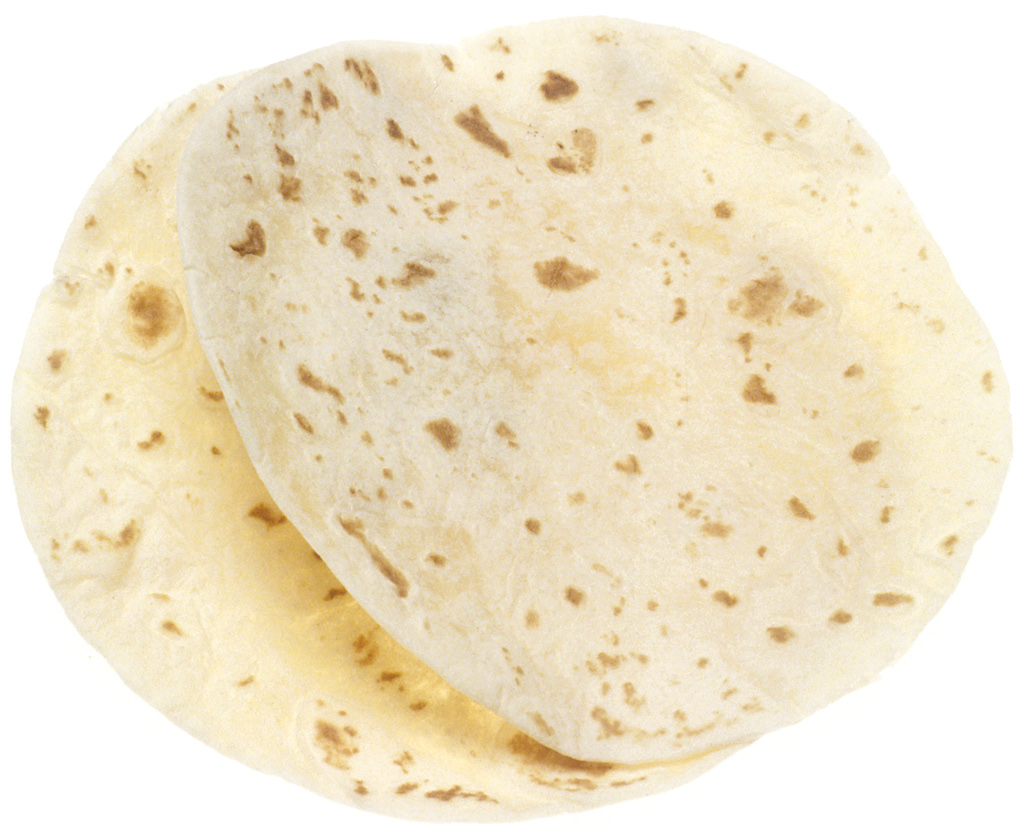
Tortillas aus Weizenmehl (Tortillas de Harina)

In Nordmexiko und in den USA sind Weizentortillas verbreitet. Sie sind meist größer und heller als Maistortillas und auch kalt weich und biegsam, denn sie enthalten mehr Fett als Maistortillas. Weizentortillas sind in der Tex-Mex-Küche beliebt und die Grundlage für Soft-Tacos, Burritos (bzw. Chimichangas), Quesadillas und Fajitas.